# Niccolò Machiavelli
Niccolò Machiavelli — споруджений у 2011 році потужний фрезерний земснаряд (cutter suction dredger).

## Характеристики
Судно спорудили на замовлення відомої бельгійської компанії Jan De Nul на хорватській верфі Uljanik Brodogradiliste у Пулі. Воно стало завершальним у серії з чотирьох, до якої також відносяться «Ibn Battuta», «Zheng He» та «Fernão de Magalhães» (при цьому лише саме «Niccolò Machiavelli» не назвали на честь відомих середньовічних мандрівників).
Силова установка, яка має загальну потужність 23,5 МВт, включає три головні двигуни MAN B&W 6L48/60B по 7,2 МВт, які живлять генератори. Вироблена останніми енергія в подальшому використовується для пересування (швидкість до 13 вузлів, що забезпечується приводом із двох моторів по 3,5 МВт) або живлення обладнання.
Земснаряд призначений для робіт на глибинах до 35 метрів. Привід його фрези має потужність 7 МВт, а для видалення розрихленого нею ґрунту використовується занурений насос потужністю 4,5 МВт та два розміщені на борту насоси по 5 МВт.
На судні забезпечується проживання 46 осіб.

## Завдання судна
Перше завдання судно виконало вже у вересні 2011 року неподалік від місця спорудження, у італійському порту Мольфетта (Адріатичне море). Для розширення останнього потрібно було вибрати 0,3 млн м3 твердих порід (вапняків) з площі у 15 гектарів.
Із грудня 2011-го земснаряд (разом із ґрунтовідвідними шаландами Le Guerrier та Boussole) працював у бразильському порту Тубарао (південна частина узбережжя країни у штаті Санта-Катарина), де було потрібно вибрати 2,7 млн м3 ґрунту задля безпечного проходження суден типу Valemax (найбільші в світі балкери, котрі використовуються для вивозу залізної руди). Niccolò Machiavelli був задіяний у цьому проекті щонайменше до квітня 2012-го.
У другій половині 2012-го судно витратило кілька місяців на створення підходів до верфі Paraguacu в бразильському місті Салвадор (штат Баїя), для чого прийшлось вилучити 0,2 млн м3 пісковиків та 1,6 млн м3 м'яких ґрунтів (разом з Niccolò Machiavelli працювали землесосні снаряди Kaishuu, Pedro Alvares Cabral та James Cook).
Перші кілька місяців 2013-го пішли на розширення порту Понта-де-Мадейра у місті Сан-Луїс (так само Бразилія, штат Мараньян на північно-східному узбережжі країни), який використовується для перевалки залізної руди гірничодобувною компанією Vale. Над цим проектом, необхідним для вивозу продукції найбільшого в світі рудника S11D (в 2018-му досяг проектної потужності 90 млн тонн на рік), разом з Niccolò Machiavelli працював землесосний снаряд Galilei 2000.
В серпні 2013-го судно вирушило до північного узбережжя Росії у Карське море, де починалось спорудження порту Сабетта, призначеного для обслуговування заводу із зрідження газу Ямал ЗПГ. Враховуючи короткий період, сприятливий для ведення робіт у Арктиці, та великий об'єм робіт — 10 млн м3 — сюди відправили цілу експедицію з 18 суден, в тому числі 8 земснарядів (окрім "Niccolò Machiavelli" ще один фрезерний "Leonardo Da Vinci" та землесосоні "Bartolomeu Diaz", "Francesco di Giorgio", "Al-Idrisi", "Amerigo Vespucci", "De Bougainville" та "Pinta"). Експедиція завершила роботи та відпливла з Сабетти 8 жовтня, до встановлення льодового покрову.
У тому ж 2013-му Niccolò Machiavelli разом із невеликим землесосним снарядом "Pinta" працювали в порту ліванської столиці Бейрута (Середземне море). Всього цим суднам знадобилось провести тут дві днопоглиблювальні кампанії.
В 2014-му Niccolò Machiavelli задіяли для вилучення грунту в інтересах контейнерного терміналу Фріпорт на середземноморському острові Мальта, де разом із ним працював все той же землесос "Pinta" та грунтовідвізна шаланда "Boussole".
На 2-й квартал 2014-го земснаряд планували залучити до проекту на Ньюфаундленді для розмивання зовнішньої стінки доку, де провадилось спорудження гігантської гравітаційної платформи нафтового родовища Hebron. Хоча у підсумку це завдання виконав нещодавно згаданий "Leonardo da Vinci", проте "Niccolò Machiavelli" все-таки побував неподалік, коли у травні опинився на заході Багамського архіпелагу, де мав підготувати прохід для поромного терміналу на острові Північний Біміні. Цей проект викликав великий спротив серед місцевих захисників навколишнього середовища, котрі виступали проти пошкодження рифів.
Ще одним завданням 2014 року для Niccolò Machiavelli стало розширення марокканського «Середземноморського порту Танжер», який обслуговує «Зону економічного розвитку Танжер Медітерраніан» (південне узбережжя Гібралтарської протоки). Тут в межах другої фази проекту Tanger Mediterranean II провадились роботи в акваторії гавані та на підхідному каналі.
На початку січня 2015-го «Niccolò Machiavelli» прибув у Гвінейську затоку, де протягом кількох наступних місяців провадив роботи над першим етапом проекту днопоглиблення у ганському порту Такораді. Його завданням було збільшити глибини з 11 до 14 метрів та підготувати траншею глибиною 18 метрів під фундамент причалу. Вийнятий ґрунт (0,8 млн м3) перекачували по трубі на берег та укладали уздовж майбутньої причальної лінії. Можливо також відзначити, що наступного року роботи продовжив однотипний фрезерний земснаряд Ibn Battuta (він нарощував глибини до 16 метрів).
Далі того ж року судно залучили до завершальної стадії робіт з розширення Панамського каналу, на обох сторонах якого під захистом кофердамів спорудили нові шлюзи. Руйнування кофердаму з боку Тихого океану виконали "Niccolò Machiavelli" та ківшевий земснаряд "Vitruvius".
А в жовтні 2015-го "Niccolò Machiavelli" прибув до Бермудських островів, де він мав завдання тривалістю в місяць з поглиблення підхідного каналу до порту Гамільтону, що мало забезпечити підхід нових круїзних лайнерів. Його діяльність обслуговували баржі Astrolabe та Boussole, а вибраний ґрунт (150 тис. м3) складувався у південно-східній ділянці акваторії порту в межах проекту намиву території під America's Cup Village — селище для проживання гостей парусної регати, яка планувалась на 2017 рік (35-ті гонки). Можливо також відзначити, що напрацьованого лише земснарядом ґрунту було недостатньо для створення нової суші і сюди для її укріплення привезли з Канади 165 тис. м3 каміння.
З весни та до початку вересня 2016 року «Niccolò Machiavelli» працював у Аргентині на каналі Emilio Mitre, який забезпечує прохід в естуарій Ла-Плата. Власник земснаряду Jan De Nul з 1995 року має підряд на обслуговування судового ходу по одній з найважливіших трас Південної Америки — через естуарій та далі по річці Парані, де розташований порт Росаріо, на який припадає 80 % аргентинського експорту зерна та олійних культур. Над трасою постійно працюють землесосні судна компанії, а раз на кілька років залучають фрезерний земснаряд для розчистки зазначеного вище каналу (так, у 2010-му ці роботи виконував однотипний Ibn Battuta). Враховуючи неможливість тривалого перекриття такої траси, «Niccolò Machiavelli» працював у режимі 5 годин на добу.
В кінці 2016-го земснаряд прибув до північного узбережжя того ж континенту, де здійснював поглиблення підхідного каналу колумбійського порту Барранкілья (Карибське море).
З січня 2017-го «Niccolò Machiavelli» на кілька місяців залучили для створення судового ходу (підхідний канал та басейн розвороту) на багамському острові Ocean Cay. Останній перебуває в повній власності круїзної компанії MSC Cruises, яка створила тут курорт і точку заходу своїх лайнерів.
З другої половини весни та щонайменше до серпня 2017-го судно працювало над днопоглибленням у місті Панама в межах другої фази спорудження порту PSA Panama International Terminal. Останній створили на місці колишньої військово-морської бази ВМС США Родман, котра знаходилась неподалік від тихоокеанського входу до Панамського каналу.
Взимку 2017/2018 «Niccolò Machiavelli» працював у тайванському порту Лінькоу (північно-західне узбережжя острова). Своєю фрезою він здійснював рихління твердого ґрунту, який потім вибирав землесосний снаряд Vitus Bering. Порода згодом транспортувалася до розташованого неподалік порту Тайбею, де використовувалась для створення нової гавані.
У першому кварталі 2019-го земснаряд почав роботи на підхідному каналу австралійського Порт-Гедленду, через який здійснюється вивіз величезних обсягів залізної руди із регіону Пілбара. Проект дещо вийшов за передбачені часові межі, тому за наступне заняття з поглиблення підхідного каналу порту Брум «Niccolò Machiavelli» мав узятись у вересні 2019-го. При цьому в Брумі необхідно було вилучити лише біля 70 тис м3 грунту, тому ці роботи розраховували завершити за два тижні.
Відомо, що в першому кварталі 2020-го «Niccolò Machiavelli» працював у в'єтнамському Вунгтау в межах проекту створення портових потужностей нафтохімічного комплексу Лонг-Сон (роботи за цим проектом тривали з останнього кварталу 2018-го по перший квартал 2020-го, при цьому до них також залучали землесосні снаряди "Filippo Brunelleschi", "De Laperouse" та "Nina".
Того ж 2020-го «Niccolò Machiavelli» діяв у Об'єднаних Арабських Еміратах над розширенням порту Дібба (емірат Фуджейра). Цей проект був розрахований на 1,5 року, але до нього також залучали землесосні снаряди "Francis Beaufort" та "Francesco di Giogio".
Відомо про використання «Niccolò Machiavelli» у роботах зі створення зони пріоритетного розвитку Худайріат (Hudayriat), що знаходиться на південний захід від Абу-Дабі. Мова йшла про частину проекту "Area 1 Hills and Village", над якою в 2022 — 2023 роках працювали аж чотири фрезерні земснаряди — окрім «Niccolò Machiavelli» також "Al Yassat", "Embarka 9" та "Krios". Інше джерело говорить про продовження робіт у Худайріат з початку 2023-го по лютий 2025-го, для чого залучали «Niccolò Machiavelli» та ще один фрезерний земснаряд "Ibn Battuta".